# Marais de Goulaine
Le (ou les) marais de Goulaine est une zone géographique humide, située en plein cœur du pays du Vignoble nantais, en France.

## Toponymie
C'est un étranglement qui donne naissance aux marais et donne son nom à la rivière Goulaine, son principal versant : Gula-ana (goulet d’étranglement), ce qui correspond assez bien à la topographie de son cours inférieur, étranglé entre des barres granitiques, au niveau du pont de l'Ouen, avant de rejoindre la Loire.

## Géographie
Situé au sud-est de Nantes, il s’étend sur 2 000 hectares plus une zone inondable de 1 215 hectares, sur les communes de Saint-Julien-de-Concelles et du Loroux-Bottereau au nord, du Landreau à l'est, de La Chapelle-Heulin au sud-est et de Haute-Goulaine au sud. 
Il est divisé en deux bassins : l'étang amont, baptisé Claude Dupas et l'étang aval, baptisé Adrien Menereau, lesquels sont séparés par un passage resserré traversé par le pont de l'Ouen, qui permet à la D105 de franchir le marais. Cet ouvrage d'art reconstruit après les inondations de 1910, se trouve à proximité de la « Maison Bleue », lieu d'exposition permanent des Marais de Goulaine.
De nombreux sites bordent les marais :
- le château de Goulaine, situé à proximité des rives sud du bassin septentrional, à 1,2 km à l'ouest de Pont-de-l'Ouen ;
- le four à chaux du Montru (La Chapelle-Heulin) ;
- quelques belles demeures…

## Hydrologie
Situées dans une cuvette d'un bassin versant, les eaux du marais sont parfois de mauvaise qualité. La politique du niveau d'eau de la région peut déséquilibrer fortement l'écosystème du marais en cas de vidange, et rapidement tuer la vie aquatique qui le caractérise. Cependant, ne pas vidanger le marais peut mener selon les conditions climatiques à une surcharge de matières organiques dans le marais, et provoquer le même risque pour la vie aquatique du marais.

## Histoire
Le marais, ouvert sur la Loire, est utilisé dès la préhistoire. Son aménagement est effectué par les marquis de Goulaine, dès le XVIIe siècle. Gabriel II de Goulaine le strie de douves (canaux) utilisées par les paysans pour l'import-export, via la Loire, de vins, eaux-de-vie, chaux, céréales… Ces aménagements permettent, notamment, à La Haie-Fouassière, pourtant située sur la Sèvre nantaise, de disposer d'un second débouché vers la Loire.
En 1847, la construction de la levée de la Divatte enferme le marais et met fin à l'activité économique qu'il générait et contribue à son envasement.

## Faune et flore
Le marais est l'habitat de gardons, brèmes, carpes, brochets, perches, petits silures et anguilles.

## Protection
De nos jours, le marais est un grand réservoir piscicole : c'est la plus grande frayère à brochets de France. Néanmoins, elle subit les ravages de la prolifération des écrevisses de Louisiane depuis l'introduction de cette espèce dans les marais en 2012. En effet, même si celle-ci détruit la jussie, elle mange aussi les œufs et tous les alevins, notamment des brochets, carpes et des batraciens. Les pêcheurs professionnels parviennent cependant à réguler l'espèce, mais la municipalité de Haute-Goulaine souhaiterait inciter la population à venir pêcher à bas coût afin de l'éradiquer totalement. 
Le marais est un site naturel inscrit depuis 1970 et un site naturel classé depuis 2001. Il est aussi inclus dans le réseau européen Natura 2000.

## Galerie

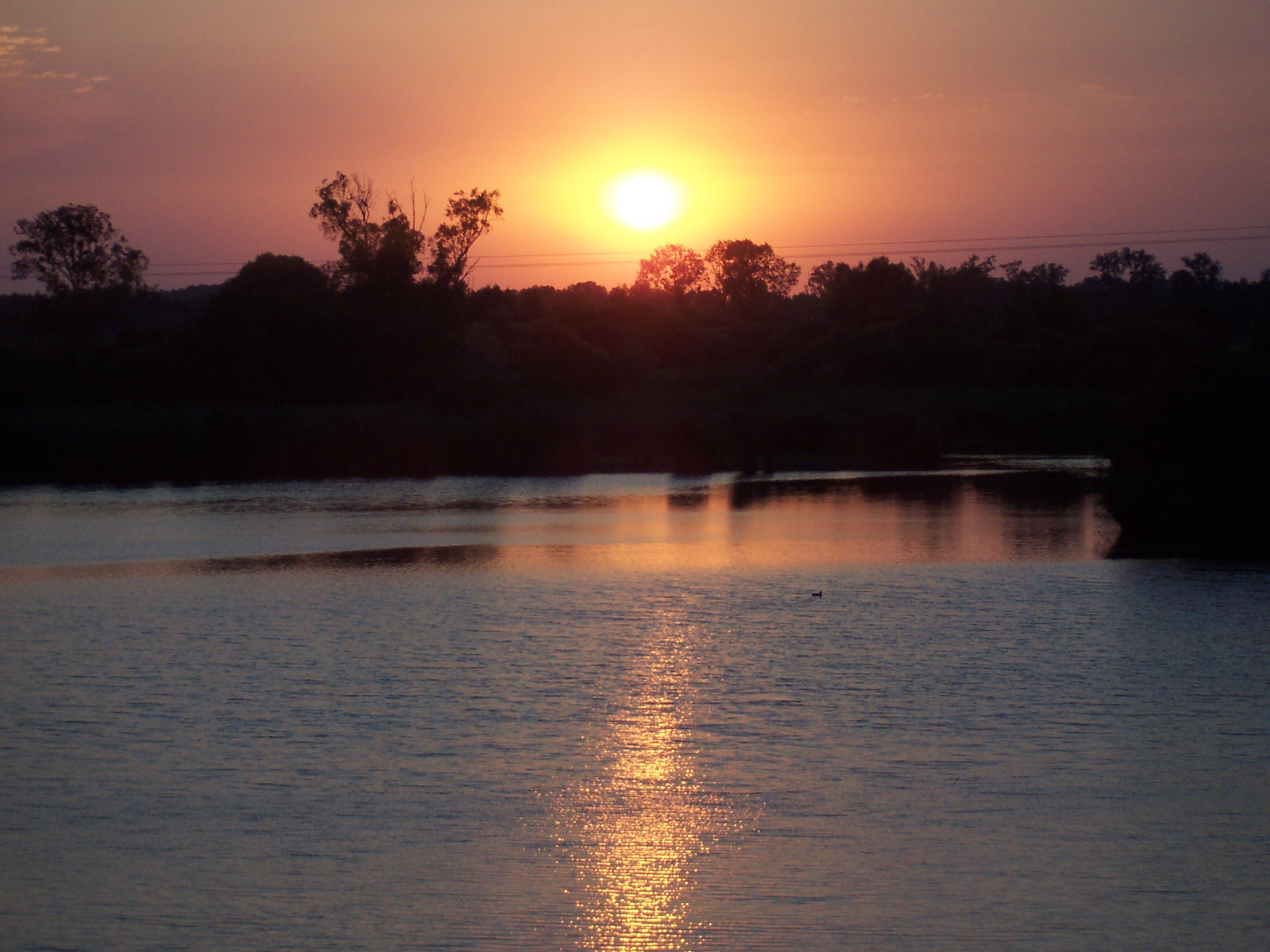
Coucher de soleil sur le marais.
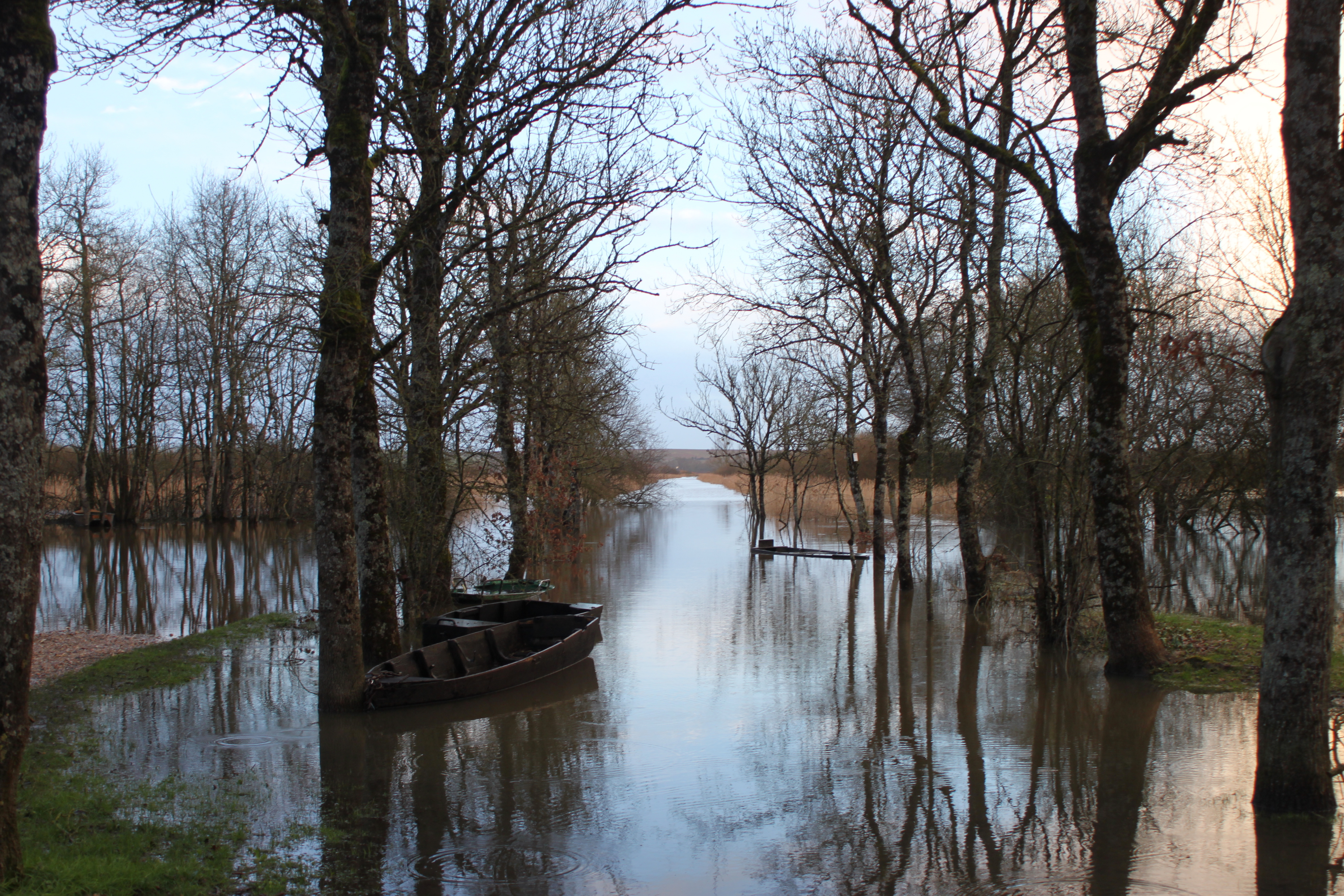
Port du Montru, La Chapelle-Heulin.
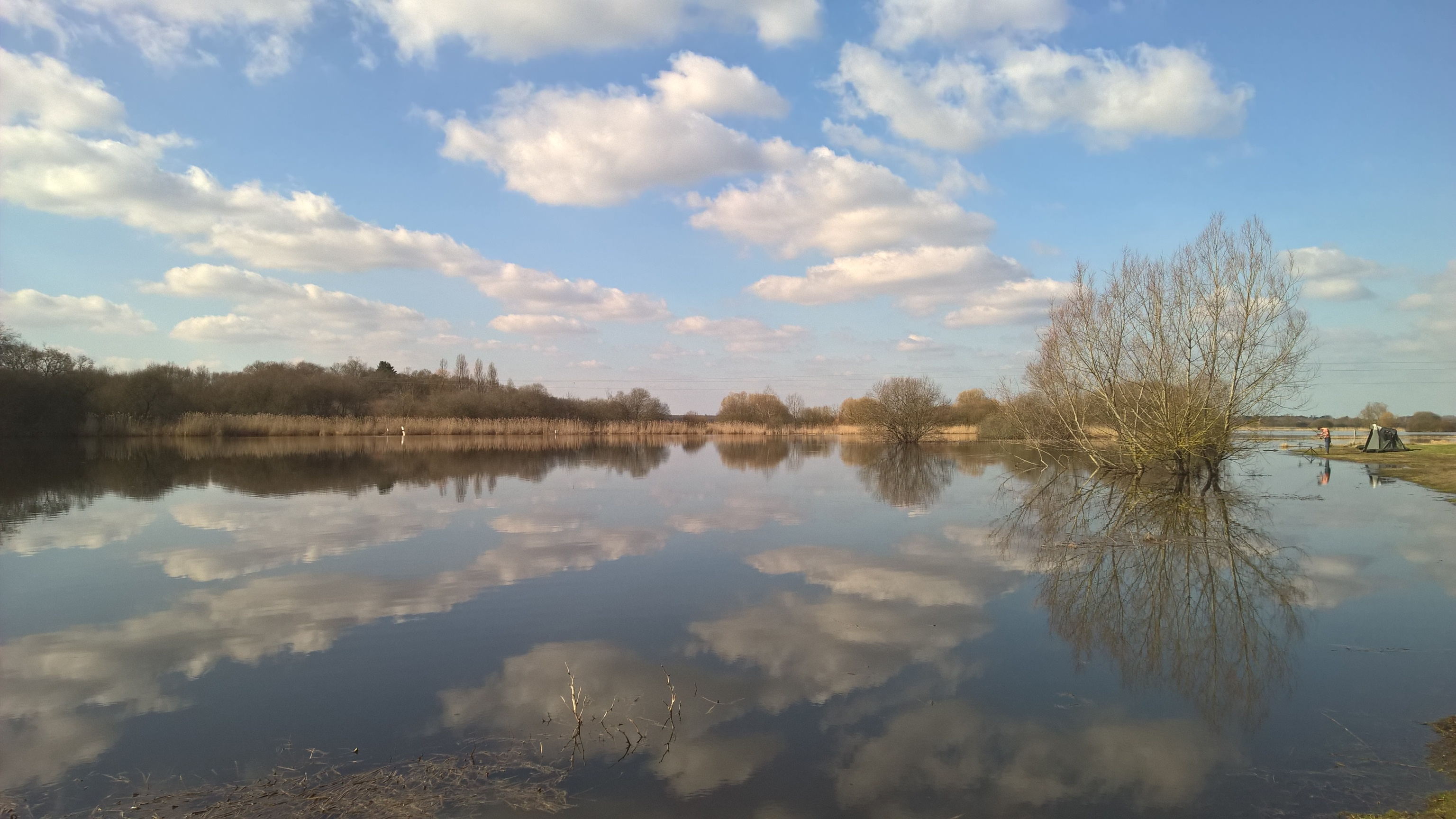
Étang aval « Adrien Menereau ».